# 安倍晴明物語
『安倍晴明物語』（あべのせいめいものがたり）は、寛文2年（西暦1662年）刊行の仮名草子。別称として『晴明物語』（せいめいものがたり）、『安倍晴明記』（あべのせいめいき）が用いられることもある。作者は浅井了意（詳細は「#作者」参照）。7巻6冊構成。
なお、寛政4年（西暦1792年）刊行の黄表紙『阿部晴明一代記』（あべのせいめいいちだいき）は、本書の1 - 3巻の外題と似ているが、本書とは無関係である。

## 概要
安倍晴明に関する新旧の伝承を一代記風にまとめた読み物「安倍晴明物語一代記」3巻と、晴明とは無関係の天文、暦、人相（上・下巻）を扱う暦占書4巻をひとつにまとめた異色の書である。
前半の「安倍晴明物語一代記」は、『簠簋抄』（『簠簋内伝』の注釈書）の序文をベースに、平安・鎌倉・室町時代に刊行された説話集に採録された晴明の伝承のいくつかをピックアップして挿入し、それらがあたかも時系列順に生じたかのような体裁をとっている。
本書で注目すべきは、説話集経由ではない、口承文芸に由来する伝承を印刷された読み物に落とし込むことで、伝承が途絶え、散逸しがちな口承文芸を定着させたことにある。これらの伝承は後世の『芦屋道満大内鑑』などを経由して、現代の創作物にまで受け継がれている（詳細は「#文学史における意義」参照）。

## 作者
本書は寛文板（西村又左衛門板）と延享板（岡宇兵衛板）が現存するが、どちらにも著者の名が入っていない。しかし、西村の寛文10年（西暦1670年）の書籍目録には「七冊 安倍晴明物語 浅井松雲了意述」（仮名和書の部）および「七冊 晴明記幷人相伝 浅井松雲」（暦占書の部）と記述され、これは後代の西村目録にも引き継がれている。このため、長い間、本書は浅井了意作と了解されていた。
しかし、浅井了意研究の先駆者である北条秀雄（北條秀雄）は『浅井了意』の中で了意作と断定できない旨の「新説」を披露した。具体的には、北条は了意作と伝えられる膨大な著作群を「確実に了意の作と認めうるもの」「大体了意の作と認めうるもの」「真偽未決のもの」「了意の著と認めがたきもの」の4つに分類し、本書を「真偽未決のもの」として扱っている。
ところが北条は、『安倍晴明物語』について、『三井寺物語』『かづらぎ物語』と同時代、同一作者によるものである論証に終始し、了意作を疑う根拠をまったく記述していない。本そのものに著者の名がないことには触れているが、同時に版元の目録で了意作とされている事実を明記していることもあり、署名の有無が「真偽未決」の理由とも思えない。
かつての自らの主張にも反する北条の「新説」に対して、朝倉治彦は「西村の目録で、自刊書の著者を誤る筈がないとも思う」と疑義を呈している。
ただ、論拠不明とはいえ、曲がりなりにも了意研究の第一人者の唱えた説ゆえに、近年の『安倍晴明物語』を扱った論文では「浅井了意作と思われる」など、あいまいな表現を用いることが多い。

## あらすじ・目次
（以下の表記は『仮名草子集成 第1巻 (あーあみ)』に原則準拠する）

### 安倍晴明物語一代記 一
- 序

- 卜兆（うらかた）根元の事

（『簠簋抄』を原典に、天竺（インド）、太唐（中国）、日本における卜占の起源を説く）
占いの奥義は、天竺においては羯毘羅仙（かびらせん）⇒阿私多（あした）仙人⇒釈尊（仏陀）⇒文殊菩薩、太唐では伏羲（ふっぎ）⇒周の文王⇒周公旦⇒孔子、日本では思兼命⇒春日明神⇒太織冠（藤原鎌足）⇒吉備大臣（吉備真備）へと伝えられたが、三国ともに世に広まることはなかった。しかし安倍晴明が現れ、三国の卜占の技を統一することとなった。
- 伯道（はくどう）上人の事

（『簠簋抄』が原典）
周の時代、雍州城荊山の洞窟に伯道上人と呼ばれる人がいた。彼は山奥で天地陰陽の理を究めたいと修行に勤しんでいたが、ある日大海に出ることを決意し、小舟で沖に漕ぎ出た。そこへ筏に乗った童子が乗り移ってきて、なぜこんなところにいるかを伯道に問う。伯道は、天地の理を悟るため山奥で修行してきたが成らず、こうして大海に出てきたことを告げると、童子は笑って、そんなことでは天地の理を知ることはできない、師について教えを受けなければならないと答えた。伯道はこれに納得して、ただ者には見えない童子に教えを乞うと「五台山に来なさい」と告げ、虚空に消えた。伯道は童子が文殊菩薩であったことに気がつくのであった。
伯道は五台山へと至り、歩き回ったが誰の姿も見えない。さらに深山に分け入ると共命鳥（ぐみょうちょう）が現れ、伯道の着物の裾を咥えてさらに山の奥へと導いた。伯道は「五台山」と書かれた扁額のかかった七宝の楼門へと至り、中に入ると極楽世界を思わせる宮殿楼閣が建ち並び、そこに文殊菩薩がおわした。文殊菩薩は伯道に天地陰陽五行の理を一日一夜で説き与えた。これにより伯道は羅漢果の悟りや通力を得、荊山に戻り、文殊菩薩の教えを160巻に書き記した。伯道はこの秘伝書のごく一部を、太公望、范蠡、張良、孔安国、河上公といった人々に密か伝えた。伯道自身は仙人となり、五台山において文殊菩薩の眷属となった。秘伝書160巻は漢の武帝に譲られ、これを読んだ東方朔は仙人となった。
- 安倍仲麿入唐（あべのなかまろにっとう）の事

（『簠簋抄』が原典だが、『簠簋抄』は『江談抄』第三「吉備入唐間事」を元にしている）
伯道上人の書き記した秘伝書は後に日本へ伝わることとなるのだが、それには安倍仲麿（阿倍仲麻呂）が関わっている。安倍仲麿は元正天皇の時代の人で、霊亀2年（西暦716年）に遣唐使として唐へ渡った。さらに仲麿は熒惑星（けいわくしょう）の分身でもあった。同じ熒惑星が降りた者としては東方朔がいる。彼は漢の武帝の政事を補佐し、世を豊かにした。それゆえ、仲麿も東方朔同様、自国（日本）のために尽くすものと思われ、これが唐にとっては日本の不服従につながることから、日本への帰国が許されず、高楼に幽閉される。嘆き悲しんだ仲麿は「あまの原 ふりさけみれば 春日なる 三笠の山に いでし月かも」と句を読むが、最後は食を断って自死した。仲麿の霊魂は死して後、鬼となって彷徨い、出会った者は体調を崩し死に至ったという。
- 吉備大臣（きびのだいじん）入唐（にっとう）の事付殿上（てんじょう）にて碁をうつ事

（承前）
仲麿が唐に渡った翌年（霊亀3年）、吉備大臣（吉備真備）が遣唐使として唐に渡った。時の皇帝である玄宗は日本からの貢ぎ物が少ないことに腹を立て吉備公の処刑を命じるが、吉備公が才知に優れた者であった場合は日本へ送還すべしと申し添えた。これにより、吉備公は試されることとなる。
廷臣たちが課した第一の試練は、当時まだ日本に伝えられていない囲碁であった。碁を知らなければ処刑、鍛錬の程を見せれば助命と決まり、試合は翌朝とされた。一方、吉備公は何も知らず宿舎の楼閣で休んでいたが、そこへ赤鬼が現れる。赤鬼は「自分は遣唐使として遣わされた安倍仲麿である。二度日本へ帰ろうと願い出たが許されず、この地で死んだ。しかし望郷の念が凝り固まって霊魂は赤鬼となって彷徨っている」と語った。さらに仲麿は、玄宗皇帝の出した処刑命令のこと、囲碁の勝負で試されることを吉備公に伝え、「相手となる憲当という者が明日に備えて宿舎で囲碁を打つので、これを見せてやる」と言う。仲麿は囲碁のルールを教えた上で吉備公を背負って憲当の元に赴き、彼が碁を打っているところを密かに見せた。吉備公は即座に囲碁を理解し、翌朝行われた勝負は二番とも勝った。
- 吉備公文選（もんぜん）をよむ事

（承前）
天子（玄宗）は「吉備は梁の昭明太子が編纂した『文選』を知らないだろう。これを読ませて、音読できないときは殺せ」と命じた。その夜、またもや吉備公の元に仲麿の鬼が現れ、「明日は必ず『文選』を読まされる。この本はたやすく読めるものではない。天子は毎日読んでいるから、おまえはそれを聞け」と言う。吉備公は鬼に背負われ天子の元に赴き『文選』を読むのを密かに聞いた後、宿舎に戻り眠りについた。翌朝、天子は吉備公を召して『文選』を読ませるが、吉備公は淀むことなく流麗に読み終えた。天子をはじめ公卿臣下全員が感心し、「日本は小国だが、このように才知にたけた者がいるのか」と褒め称えた。
しかし『文選』を簡単に読まれたことを悔しく思った天子は、「宝誌和尚の書いた日本の未来を予言した詩『野馬台之詩（やばたいのし）』を読むことはできまい。この詩は非常に難解で唐へ密かに伝えられたものの、自分も読むことができず、これまでに読むことができたのはただ一人のみ。これを吉備が読めなかったときは殺す」と言い渡す。その夜、再度鬼が吉備公の元に現れ、明朝野馬台之詩を読むという試練が与えられるという話をしたが、今度は鬼もこれを打開する策を持たず、「日本の神仏に祈れ」と言い置いて消えてしまう。吉備公は驚き呆然としたが、「心を込めて祈れば仏の御利益もあるはずだ」と若い頃より信奉してきた大和長谷寺の観音に祈った。しばらく微睡んでいると、枕元に老僧が現れ、「我は長谷寺の観音である。なんじの真摯な祈りに応え夢に現れている。安心して明日の試練に臨め。我は蜘蛛の姿に変じて『野馬台之詩』の文字の上に現れる。それから糸を出して文字の上巡るので、その糸に従って読め」とお告げを残した。目を覚ました吉備公は、歓喜の涙を流して観音の名を唱えた。
- 長谷寺観音の事付法道仙人の事

（吉備公の試練の話を離れ、本来独立した法道仙人の飛鉢法の説話と長谷寺の縁起を混交して説く。吉備公の話の続きは次巻へ）
法道仙人は天竺の人で全世界を飛び回って功徳を授けていたが、あるとき日本に飛来し、播磨国印南郡（いなみのこおり）法花山（法華山）に天下った。法道は、千手観音像、仏舎利、宝鉢以外の何も持たず、日夜法華経を唱えていた。この宝鉢は、虚空を駆けて各地を巡り、喜捨を受けては法道の元に戻る。このため法道は「空鉢仙人」と呼ばれた。
大化元年（西暦645年）、藤井の駒城（こまき）という者が年貢米1000石を船に積んで運んでいた。法道仙人が飛ばした鉢が藤井のところに現れたが、彼は「これは官米なので一粒たりともやれん」と断ったところ、鉢は岸へと飛び返った。ところが、船に積んでいた年貢米は鉢を追いかけて列をなして飛び去ってしまった。藤井が肝をつぶして仙人の庵に詫びに来たところ、仙人は笑って許し、米は船に戻った。藤井がこのことを孝徳天皇に報告したところ、たいそう奇特なことと感嘆した。
大化5年（西暦649年）、孝徳天皇が病に倒れるが、法道仙人の祈祷により程なく快癒した。この功により法花山には巨大な仏殿が作られ、観音像が安置された。さらに数十年を経て、法道仙人は観音の木像を作ろうと思い立ち、材料となる木材を全国各地に求めた。
（話はいったん100年近く過去へ遡る）
近江国高嶋郡三尾崎（みおがさき）というところで洪水があり、橋のほとりにあった楠が流出した。この木が流れ寄ったところは火事や疫病が流行り、人々は恐れ戦いた。しかし和州葛下郡（かつげのこおり）出雲の大満（おおまつ）という人がこのことを聞き及んで、「この木は霊木だろう」と考えて十一面観音を作る願をかけた。実地に行ってみると、大木で容易に動かせないようだったが、試しに綱をかけて一人で引っ張ってみると板のように軽い。道行く人たちの助けも借りて、木を地元の当麻郷まで運んできたが、大松は朝廷に出仕することとなり、木は80年余放置された。そうしているうちに木が運ばれた里で疫病が流行り、村人は木が原因と考え、長谷の川上に木を捨てた。
長谷の地に捨てられた木を見つけた法道仙人はこれを霊木として、15年の加持の後、十一面観音を仏師に彫らせた。この観音像の安置場所を思案した法道だが、夢に金色の人が現れ、「この山の北の嶺の地中に8尺四方の瑪瑙石が埋まっている。これを掘り出し、大悲菩薩（観音の異称）の台座とせよ」と啓示を受ける。法道は喜んで掘ったところ、夢のとおりの巨石が出てきた。石の表面には足跡があり、寸法を測ると観音像の足と寸分違わぬものであった。観音像を据え付け、文武天皇に奏上したところ、大伽藍を建立し、開眼供養が行われたという。
このようにありがたい観音菩薩なので、信心する人たちの願いには必ず応え、吉備公にも利益を施したのである。

### 安倍晴明物語一代記 ニ
- 吉備公野馬台之詩（きびこうやばたいのし）をよむ并読法（よむほう）の事

（前巻の「吉備公文選をよむ事」の続き）
吉備公は宮中から呼び出しで参内する。そして鬼の告げたとおり、野馬台之詩を読むよう命じられる。野馬台之詩はふつうの文字で書かれているのだが、何をどう読んでも意味があるようには読めない。吉備公は内心口惜しく思うのだが、長谷の観音に祈ることしかできない。天子も臣下たちも固唾を飲んで吉備公を見つめていたところ、天井から小さな蜘蛛が降りてきて「東」の文字の上に止まった。そして糸を引きつつ上下左右と動き回り、「為」の文字のところで止まるとかき消すよう姿が失せた。吉備公は糸の跡をたどってみると、意味がよくわかるように読め、「東海姫氏国」から「遂為空」まで一字一句誤りなく読み上げることができた。その場に居合わせたすべての人々はざわめき、感嘆の声がしばらく止まなかった。
天子も感に堪えず、直に詔を発して吉備公を褒め称えた。そして「命を許す。この国に留まって学問を究めよ」とおっしゃられた。吉備公は3年間唐に留まり儒学役歴天文地理のすべてを究め、帰朝の際には、七庿（しちびょう）の祭具、暦書『簠簋』、易書『内伝』、『考野馬台之詩』、囲碁、火鼠の裘（かそのかわごろも）、金磬（きんけい）の7種の宝物を賜った。さらに天子は、日本の天皇宛の返書と大般若経、『史漢文選』、仏舎利等を持たせ、禁中に1000人の僧を集めて帰路の安全を祈願させた。
無事日本に帰り着いた吉備公は禁中に参内するが、そこでも天皇から惜しみない賛辞を与えられ、乞われて唐であったさまざまなことを語った。そして天皇から「『野馬台之詩』はわが日本の未来を記した書である。この予言書を読み伝えよ」と勅命を下され、吉備公はこれに従った。
（以下、『野馬台之詩』の原文と訳文が続く。「野馬台詩」参照）
- 吉備公仲麿が末を尋ぬる事

（承前。これ以降「吉備入唐間事」を離れ、『簠簋抄』独自の展開をなぞる）
帰朝した吉備公は、官位も上がり、天皇の覚えめでたく、世評もこの上なく高い。才学優長の名臣として国政の執行にあたった。
そうして歳をとるにつれて吉備公は考えるようになった。「唐で死すべき身が助かり、帰朝して大臣にまで登り詰めたのも、安倍仲麿のおかげだ。この恩に報いるには、唐から持ち帰った『簠簋内伝』を仲麿の子孫に譲り、その者を天文地理陰陽暦道の博士して、家の再興をはかることだろう」と。仲麿の子孫の行方を方々尋ね回ったが、妻子はすでになく、家は滅びていた。吉備公は「自分の力ではここまでだ。100年後にもこれを伝えよ」と遺言して亡くなった。
そんな折、和泉国篠田の里の近くの安倍野という地に仲麿ゆかりの者がいると聞いた吉備公の遺族は、『簠簋内伝』をこの者に渡した。しかし、仲麿の子孫は零落し農民となっていたため、『簠簋内伝』は長く死蔵され、これを学ぶ者はいなかった。
- 晴明出生（しゅっしょう）の事

（承前）
村上天皇の御代、安倍の家に安名（やすな）という者が農業で生計を立てていた。その安名のもとにある日若い美人がやってきて「夫婦になりたい」と申し出る。安名は喜んでこの申し出を受け、程なく二人の間には男の子ができた。この子はむやみと泣くこともなく、ふつうとは違った容貌をしていたので、安名は大いに喜んだ。
女は昼夜を分かたず農作業を助け、休むことなく努めたので、他家の田が水害・干ばつ・風害・虫害に遭っても安名の田だけは豊作だった。それゆえ、安名の家は栄えた。子供は一人のみだったので大切にされ、先祖の氏から「安倍の童子」と名付けられた。
童子が3歳になった夏、母は障子に一首の歌を書き付け行方不明となった。
恋しくば たづね来て見よ 和泉なる 篠田の森の しのびしのびに。
安名はひどく悲しんで、探し歩いたが、女の行方を知る者はいなかった。
その夏は苗を隠すほどに雑草が生い茂ったのだが、安名の田では誰ともしれぬ20人ほどの声がして、夜通し田の手入れをしているようだった。このため、安名が手を借りなくても田は守られた。「これは篠田の狐がわが妻となり、姿を消した後も我が子かわいさにこのようなことしているのだ」と安名は考えた。さらに「昼に篠田の森に隠れるのはともかく、せめて夜には通ってきてくれないものだろうか」と思い、
せめて夜は かよいてみえよ 子をいかに ひるはしのだの もりにすむとも
と詠んだが、女が現れることはなかった。女への情を募らせる安名は、日が暮れると童子を膝に乗せて、その髪をなでつつ、子を不憫に思って涙を流した。童子も父の顔を見上げて泣きはしたものの、いといけな心にも何か思うところがあるようで、以後並の子供のように戯れ遊ぶことがなかった。かくして童子は7歳で書を読み、一を聞いて十を知り、一度聞いたことは二度と忘れることはなかった。人は皆童子に奇特の思いをなし、安名はおおいに喜んだ。
- 安倍の童子小虵をたすけ并竜宮に行て秘符を得たる事

（『簠簋抄』が原典。『浦島太郎』に代表される「竜宮伝説」の主人公を晴明に置き換えたもの）
安倍の童子が住吉大社に詣でた際、子供たちが集まって小さなへび（虵）を捕まえて殺そうとしているのに出会う。童子はへびを不憫に思い、これを買い取り、「人の多いところへ出るな」と諭し、草むらに放してやった。童子が安倍野へ帰ろうとすると、突然美しい女性が現れ、自分は竜宮の乙姫であり、先ほど殺されそうになったところを助けてもらった恩返しに竜宮へ招待すると言う。童子はこの誘いを受けた。
わずか1町（約1km）ほど歩くと大門に到着し、そこを入ると宮殿楼閣がそびえ立ち、庭には金銀の砂が敷かれ、垣には玳瑁（たいまい）が飾ってある。さらに奥へ進むと宮殿楼閣の四方に、それぞれ四季（春・夏・秋・冬）の景色が広がっている。宮殿楼閣は七宝で装飾され、荘厳で美しいことこの上ない。乙姫に誘われ、豪華な内装をしつらえた宮殿に上がると、高貴な装いの男女が待っていた。この貴人たちは童子を招き寄せ、「我が娘の命を助けてくれた御恩に報じます」と言うやいなや、美しい女性が2、30人、手に仙郷の珍味を捧げもってこれを並べ、宴席が設けられた。宴が終わると、竜王は金の箱を取り出し、「これは竜王の秘符である。天地日月人間世界のすべての事がわかるようになる。名を揚げ、人々を助けよ」と告げて童子に渡した。さらに七宝の箱から一青丸を取り出し、童子の目と耳に入れた。
乙姫に伴われ童子が竜宮を辞去すると、1町も行かないうちに安倍野に出た。家に帰りついて、人の顔かたちを見ると、その人の過去・未来が心に浮かんでくる。さらに鳥や獣の鳴き声を聞くと、その意味が手に取るようにわかる。最初は訝しんだが、その原因が竜宮の薬にあることに思い当たった。
童子は家に籠もって、父の安名が吉備公から譲られた『簠簋内伝』を取り出し3年の間学んだ。さらに竜宮の秘符の修得に励み、ついには悟りを開き、世の中のあらゆる事象で知らぬことはなくなった。
- 安倍の童子鳥語を聞ける付晴明という名をたまわりし事

（承前）
村上天皇の天徳4年（西暦960年）、後涼殿より出た火により内裏全部が消失したが、翌年再建された。
あるとき、安倍の童子は天王寺（四天王寺）を詣でて、その軒先で休んでいた。その堂宇の上に都のカラスと富士浅間大菩薩の使いで熊野に参る途中のカラスが止まり、世間話を始める。その話によると… 天皇の病気が薬の処方でも、加持祈祷でも直らないのは、これが祟りによるものだからだ。祟りをなしているのは、去年の内裏造営の折、柱の礎に生け贄として捧げられた蛙とへび（虵）で、両者が相争っている怒りが天に昇って天皇の病気の原因になっているという。これを取り除けば病気は平癒するということだった。
話を聞いていた安倍の童子は家に帰って占ってみたが、カラスの言うとおりであり、やがて都に上り、「自分は和泉国に住まう安倍仲麿の末裔、安倍の童子治明（はるあきら）という者である。天文地理易暦を独学で会得し、天下無双の占いを行う。このたびは天皇の病気の原因を占いたい」と奏上した。
治明は公卿の詮議を受けることとなり、唐櫃の中身当て（入っているのはみかん48個）で試される。治明は占いを行った後、「中身は生き物で、形は丸い。48個の卵です」と答えた。居並んだ諸卿は内心「間違って答え、恥ずかしいやつ」と思ったが、雑役係がふたを開くと、なんと卵が入っている。なんでみかんが卵に変わったのか調べると、係の者が命令を受けて入れる物を変えたことが判明した。これほどの占いを行ったことは奇特なこととして、急ぎ天皇の病気についても占わせることとなった。治明には病気の原因はカラスの話やその後の占いでわかっていたので、柱の礎の下の蛙とへびを掘り出して捨てれば病気は治ると告げた。その通りにしたところ、病気は平癒し、天皇も公卿たちも感嘆すること、この上なかった。
この功により、即座に位階も5位となって昇殿を許されるようになり、陰陽頭に抜擢される。さらに、この日が二十四節気の清明節に当たったことから、「晴明」という名を賜ることとなった。続いて除目が行われ、易暦博士および縫殿頭（ぬいのかみ）に任じられ、天下にその名を広めた。さらに西洞院に屋敷を与えられ、常時に禁中に伺候することとなり、安倍野周辺に300町の領地が与えられた。
- 道満（どうまん）が事

（『簠簋抄』が原典）
播磨国印南郡に道満法師という人がいた。彼は藍屋村主清太（あしやのすぐりきよふと）の子孫で、清太が法道仙人から学んだ天文地理易暦の教えを記した書典を密かに読んで、おおむねこれを理解したので、「自分は法道仙人の弟子である」と詐称した。彼が出家した折には、法道の「道」の字をとって「道満」と名乗ることもした。彼は仏法に背いた高慢で非法乱行の徒だったが、占いの技に優れ、ときに霊験を顕したりもするため、世間の人は彼を畏れ尊んだ。自分でも、陰陽五行天文地理易暦では、天下に並ぶ者がいないと慢心していた。
そんなところに、都で天皇の病気の原因を占いで解き明かし、官位を授かって朝廷に仕える安倍晴明という人物がいることを耳にした。道満は晴明の成功を妬み、「晴明と競い、これを打ち落とせば、天下の名人と言われるに違いない」と考え、上京し晴明の家に着く。
- 道満と晴明智恵くらべの事

（承前）
（時間は少し戻る）都に入った道満が市井の人に晴明のことを尋ねると、20日前には自分の到来を予期していたという。これを聞いた道満は胸騒ぎを覚えた。道満は術で家来を仕立て上げ、晴明の館を訪ね、自分と晴明の陰陽の才を比べたいと申し出る。晴明は快諾し、詳細を道満に委ねたところ、道満は同じ事なら禁中の紫宸殿で行いたいという。晴明も同意し、急ぎ奏上したところ勅許が下りた。
いよいよ対決のときがきた。最初に道満が小石を投げ上げると燕に変じる。皆が感嘆しているところで、晴明が扇を一あおぎすると燕は小石に戻って落ちた。次は晴明が祈念すると龍が雲より下り雨を降らせる。道満はいろいろ行うが、雨は降り止まない。水量が増えて舟を浮かべられる程になったとき、晴明がなにやら唱えると雨が上がり、びしょ濡れだったはずの観客の服も乾いている。観客は驚き、賞賛の声を上げた。そこで道満が「こんなことは人を誑かすだけの魔法非道であり、正理とはいえない。占いの技で勝負を決しよう」と呼びかける。さらに「負けた方が勝った方の弟子となることにしよう」と申し添えた。
奥で長櫃に夏みかんを15個入れ、上に重しを乗せて観客の眼前に出された。道満は占った末、「中には夏みかんが15個ある」と答えた。中身を知っていた天皇や公卿たちが道満が正解したと思ったそのとき、晴明が長櫃に近づき加持し直し「中身はねずみ15匹である」と言う。天皇公卿は晴明が間違ったと思い、色を失ったが、衛府の役人がふたを開くと、15匹のねずみが駆け出してきて、四方に逃げ去った。長櫃の中に夏みかんなど影も形もなかった。観客一同はざわめき、晴明の才に感じ入った。道満は晴明に及ばなかったことを恥じ、晴明の弟子となり、西洞院の館に住むこととなった。
- 晴明入唐付伯道の弟子となる事

（承前）
道満との勝負に勝った晴明に対し、天皇は稀代の才能と賞賛し、四位主計頭を賜り、中国への留学を申しつけた。留守宅と妻の梨花は道満が預かることとなり、晴明は旅立ち、中国の明州（寧波）の港に到着した。中国に到着した晴明は参内した。
時は北宋の太祖趙匡胤の開宝年間（西暦968～976年）。ある日、皇帝が「陰陽暦数の妙を極めた者は誰か」と尋ねると、ある人が答えて曰く、雍州城荊山の伯道上人であると。皇帝はそれを聞いて、晴明を伯道上人に逢わせるよう命じ、晴明を城荊山へ派遣した。
晴明を見た伯道上人は涙を流して、晴明が安倍仲丸の生まれ変わりであることを告げ、「陰陽暦数天文地理加持秘符を学ぼうと思うなら、全身全霊をもって我に仕えよ。さればことごとく伝えよう」と言う。晴明はこれに応えて身命を賭して仕えることを誓う。上人は晴明に、3年間、毎日3度萱を刈って積むよう申し付けた。
3年が過ぎたころ、上人自らが求めた赤栴檀で、晴明と等身大の文殊菩薩像を作り、それを納める堂宇を建て、その屋根は晴明が刈り集めた萱で葺いた。上人は21日間の物忌みの後、『簠簋内伝』を口頭で晴明に伝え、「至急日本に帰朝せよ」と命じる。さらに「一つ、7人の子をもうけても妻に気を許すな。二つ、大酒を飲むな。三つ、一方的で配慮に欠けた議論をするな」と戒め、この3点を守って身を慎めば将来は安泰であり、破ればその身に災難が降りかかると語った。
皇帝は勅命で晴明に帰朝を命じ、さまざまな宝物を与えた。時は円融天皇の天禄3年（西暦972年）8月、晴明は無事日本に帰国し、参内すると、天皇は晴明を褒め称えた。晴明はこの後も術の研鑽に励み、奇特を顕したので、世人は彼を持て囃した。

### 安倍晴明物語一代記 三
- 晴明殺さるる事

（承前）
晴明が中国に渡っていた3年間で、道満は晴明の妻梨花と情を交わす関係となっていた。あるとき道満が梨花に「晴明は中国で何か並大抵ではない書典を伝えられたというが」と問うと、梨花は「何かは知らないが、四寸四方の金の箱と五寸四方の栴檀の箱を、石の唐櫃に入れて鍵をかけ、北西の蔵にしまっている」と答えた。道満は梨花に懇願し唐櫃を開いてもらい、中に入った2つ箱を取り出すが、蓋が開かない。そこで蓋に「一」という文字が書いて叩いたところ、「一」は「うつ」と読めるので蓋は開いた。一方の箱には伯道上人から伝えられた『金烏玉蒐集』が、もう一方の箱には吉備公から譲られた『簠簋内伝』が入っていた。道満を両書をすべて書き写し、元のよう石櫃に納めた。
しばらくして、晴明は宮中で開催される五節の夜の宴会で大酒を飲んで帰宅した。酔って横になっているところへ道満が現れ、過日、中国の五台山に詣でて文殊菩薩にお会いする夢を見たと言う。その夢の中で『金烏玉蒐集』と『簠簋内伝』という書を伝えられたが、目を覚ますと、枕元にその2書があったと晴明に報告した。
晴明は酔いに任せて何も考えずに「夢は妄想顚倒の心が見せるもので、夢で大金を手にしても覚めればなにもない。だから『聖人は夢なし』というのだ」とあしらう。道満は、釈尊、堯王、舜王、神武天皇の例を挙げ、夢の効能を主張し、晴明に反論した。しかし晴明は「聖人がまったく夢を見ないというのではない。真理に到達した者は、理に通じており、心を正しく保っているので妄想の夢などみないのだ。おまえのような功名ばかり求める者に、聖人の見るような正夢をみられるわけがない。ましてや文殊菩薩から伝えられた書典を持っているなど、馬鹿なことを言うでない」と一方的に断じた。道満は「では、その書があるかないか、賭をしようではないか」と気色ばむ。晴明は哄笑しつつ「この首を賭けよう」と言ったとたん、道満は懐から書き写した書を取り出して見せ、晴明の首を打ち落とした。
打ち落とされた首は密かに五条河原に埋められ、そこは塚とされた。道満は「これで梨花と晴れて夫婦になれる。本望を遂げた」と喜んだ。晴明の使用人たちは全員打ち倒れて、藁苞、木切れとなって屋敷には誰一人いなくなったが、道満が新しく木切れに加持祈祷を加えて人としたので、元通りとなった。
- 太唐の城荊山文殊堂炎上付伯道上人来朝并道満法師殺さるる事

（承前）
北宋の太平興国元年（西暦976年）11月、㓝山の文殊堂が原因不明の出火で消失した。伯道はこれはただ事ではないと驚き、日本の晴明の身に大事があったと考えた。雲気を見ると東方に死気がある。泰山府君法を執り行うと、壇上に晴明の姿が影のように映ったことから、何者かに殺されたことがわかった。そこで伯道は晴明の仇をとろうと日本へ渡った。
都へ上った伯道が一条戻橋の上で晴明の屋敷の場所を聞いたところ、弟子の道満と言い争いをして負け、昨年11月に斬首されたという。さらに伯道は、その遺骸を葬った塚はないかと問うたところ、賀茂川（鴨川）の五条川原に埋められたことがわかった。伯道は晴明を葬った塚を掘り返し、朽ち果ててばらばらになった遺骸を1箇所に集め、生活続命（しょうかつぞくめい）の法を行った。これにより晴明は元通りの姿で蘇生した。
伯道は自分の与えた三戒のすべて破った晴明を叱責した後、晴明を伴って道満の屋敷へ行き、晴明を物陰に隠して自分だけ「晴明に会いに来た」と中へ入っていった。応対に出た道満は、晴明が昨年死んだことを告げた。
ところが伯道は、昨日晴明と逢って今日の宿を借りる約束をしたという。道満はこれを笑い飛ばすが、伯道は晴明が生きていることをかたくなに主張し、「晴明が生きていて、ここに帰ってきたらどうする」と凄む。道満は「晴明が生きているならこの首を切るがいい。しかしこの世になければ、おまえの首を切る」と怒りを露わにした。
ここで伯道は隠れていた晴明を呼び入れ、道満は色を失い逃げようとするが、伯道の金縛りにより身動きができなくされた。晴明は道満の首を打ち、帳台へ逃げ込もうとした梨花を引き出し、同じく斬首した。道満と梨花は同じ穴に埋められた。
（この後埋めた場所＝道満塚についての記述があるが、文章の内容が矛盾して意味をなさない。「#不適切な増補」参照）
伯道は「一生慎むように」と言い置いて帰国した。晴明は物忌みの後、参内するが、「おまえは幽霊か」と恐れ怪しまれたので、子細を説明すると「いよいよ奇特なこと」と思われた。官位は、元と同じ四位の主計頭、天文道博士に再選任された。
- 人形（ひとがた）をいのりて命を転じ替たる事

（『平家物語』の異本「剣巻」の宇治の橋姫伝説、およびそれを原典とした謡曲『鉄輪』が元になっている）
五条のあたりに住むある人が、若い女と懇ろになり、元の妻を捨てようとした。元の妻は怒り、嫉み、鬼となって夫と若い女を取り殺そうと思い立つ。女は毎夜、貴布称明神（貴船神社）へ丑の刻参りをし、21日（三七日）目の満願の日、明神は示現し、「鬼になりたければ、髪を乱して揺り下げ、前髪を2つに分けて角を作る。顔には朱をさし、体には丹を塗り、金輪（鉄輪）を被って3つの足のそれぞれに松明をともす。怒りの心をもって貴布称川に腰まで浸かり、立ったなら鬼となるであろう」と託宣した。
女は喜んで、神託通りの出で立ちで人が寝静まった夜更けに貴船の方へ走り出た。頭上では火が燃え上がり、体も顔も真っ赤な様は、さながら鬼のようで、これを見た人はたまげて倒れ伏し、そのまま死んでしまった。貴布称川に行き、7日間川に浸かったところ、生きながら鬼となった。
ある日、妻を裏切った男が晴明の元を訪ねる。このところ悪夢を続けてみるので占ってくれというのだが、晴明は「占うまでもない。これは女の恨みで、今夜のうちに命を取られるだろう」と言う。男は驚いて、元の妻との間になにがあったのかを包み隠さず告白した。話を聞いた晴明は、すでに男の命は今夜までと決まっているので、いまさら神仏に祈っても霊験はないだろうと言う。男は顔色を失い、震えおののいて晴明にすがったところ、晴明は「命を転じ替えよう」と言い、壇をしつらえた。
茅の葉で等身大の人形（ひとがた）を作り、夫婦の名字を内に書き籠め、灯明をあげ、御幣を祀り、神祇・冥道・五大明王・九曜・七星・二十八宿を奉った。晴明が一心不乱に祈っていたところ、突然雨が降り出し、雷光激しく、突風が吹き込む。壇上がしきりと鳴動したかと思うと、鬼女が現れ、人形の枕元に立ち、「あら、うらめしや」と言うやいなや、笞（しもと。木製のむち）を振り上げた。しかし不動明王の金縛法により苦痛を感じたため、「もう来ることはない」と言い置いてかき消すようにいなくなった。これにより男の命は助かった。
- 庚申の夜殿上の人々をわらわせし事

（元になったのは『宇治拾遺物語』巻十四の十一「俊平入道弟習算術語（俊平入道の弟、算術を習いし語）」。主人公を高階俊平の弟から晴明に置き換えている。浅井了意の別著作『北条九代記（鎌倉北条九代記）』の「大輔房源性異僧に遇ひ算術の奇特ある事付安倍晴明奇特の事」に同じ話が収録されている）
9月、庚申の夜。庚申講に天皇を始め、若い殿上人たちが集まって夜明かしをしていたが、皆眠気を催していた。そこで晴明が呼び出され、何としても眠気を覚ませと勅命された。
晴明が祈祷を行うと、切り灯台などの調度品が一箇所に集まって跳ね踊った。その様子がすさまじいため、天皇は「もう少し恐ろしくない事をせよ」と命じた。晴明が「ならば、皆さんを笑わせましょう」と言う。それに対して天皇は「申楽などは笑いもしようが、他に何か可笑しいことがあるのか」と問われる。晴明は目をしばたたいて「申楽でもありませんし、可笑しい物語りするわけでもなく、皆さんをただ笑わせます」と答えた。晴明は明るいところへ算木を持ち出して置き渡したのを見て、殿上人たちは「これがおかしいことなのか。どれ、笑うか」などと嘲笑するが、晴明はそれに応えず、算木を1本手に持って「皆さん、飽きるまで笑いなさい」と言う。
それを聞いた全員が、わけもなく可笑しくなって笑い出した。天皇は笑い転げて内に引っ込んでしまい、残された人々も笑いどよめく。何か特別なものを見たわけでもないのに、ひたすら可笑しくて笑いが止まらない。腹がよじ切れるような痛みに涙を流しつつ笑いながら、晴明に向かって手を合わせた。晴明が「笑い飽きましたか」と問うと、一同はやっとの思いでうなずき、笑いながら七転八倒しつつも手を摺り合わせた。そこで晴明が算木を押し崩すと、なんということもなく、可笑しさは冷めた。
- 花山院の御遁世（とんせい）をしる事

（前半は『大鏡』「六十五代（花山天皇）」が元になっている）
花山天皇は冷泉天皇の第一皇子として即位し、藤原頼忠の娘を女御とされた。この方は弘徽殿の女御と呼ばれたが、ほどなくして亡くなられた。その際の帝の嘆きは限りなかった。こうして心乱れる折り、後の関白藤原道兼が持っていた扇に心地観経の文句が書き付けてあるのを目にする。これにより寛和2年（西暦986年）6月22日発心し、厳久法師と道兼の2人だけを召し、後宮の貞観殿から忍び出て、花山寺で出家した。法号を入覚という。その後畿内の霊場を巡り、那智で3年修行し、奇瑞を得て、都に戻って花山寺で真言灌頂を受けた。亡くなったのは寛弘5年（西暦1008年）2月8日。享年41。天皇の位にあったのはわずか2年であった。
花山院が出家する夜、花山寺に向かう途中、晴明の屋敷の前を通った。そのとき晴明は縁に出て涼んでいたが、帝座の星が急に位置を変えるのを観た。晴明が「天皇が位を下りた徴。これはいかなる事か」と驚きの声を上げるのを天皇は物越しに聞き、足早に通り過ぎた。晴明は急ぎ参内しこれを報告したが、天皇の姿はすでになく、行方が知れなかった。晴明が天文の理に通じているのは、かくのごとし。
（後半は『後漢書』にある光武帝と厳子陵（厳光）の逸話（「逸民列伝 - 厳光伝」）が元になっている。ただし太宗は厳子陵とはまったく別の時代の人物で、了意が光武帝と太宗を取り違えている）
その昔、唐の太宗（李世民、2代皇帝）が未だ野にあったとき、厳子陵という友人がいた。太宗が帝位について後、厳子陵を呼び出し、同じ寝床で夜もすがら語り明かしたのだが、このとき寝入った厳子陵の足が太宗の腹の上にもたせかけられた。同じ頃、天文台から「客星御座を犯す（身分卑しき者が天子の位を狙っている）」と奏聞があったが、これを聞いた太宗は「大した事はない」と笑って答えた。このようなことは、その妙によく通じていないと知りがたいものである。
- 三井寺鳴不動の事

（『今昔物語』『宝物集』『発心集』『三国伝記』『元亨釈書』『園城寺伝記』『寺門伝記補録』『曽我物語』といった平安時代から室町時代に至る多数の説話集に収録されている「泣不動縁起」が元になっている）
園城寺（三井寺）の智興阿闍梨は名僧であったが、あるとき伝染病にかかり、高熱に苦しむ様が耐えがたく見えた。加持祈祷や医療針灸の手立てを尽くしたが効果がない。弟子たちは晴明を呼んで祈祷を頼むが、晴明は病状を診て「これはすでに定まっている業なので、祈っても無駄だ。しかし自分には1つの秘符がある。もし智興と命を替えてもよいという者がいるなら、祈祷により移し替える」と言う。
弟子たちの多くが、日頃「智興のためなら命を捧げる」と言っている割に、晴明の申し出に応じようとする者がいない。その中で今年18歳になる證空（証空）法師だけが「仏法のために身を捨てるのは菩薩の行。今智興を失うのは国家の損失である。師匠のためなら命を捨てる」と進み出た。晴明も「それは師匠への大きな恩返しとなるであろう。このような志はまことに類いまれな例だ」と深く感動して、涙を流した。居合わせた人々も晴明同様、證空を賞賛した。
證空には年老いた母がいた。彼は母の元に赴き、「自分は学問を究めて名を揚げ、母の恩に報いようと思っていたが、今夜師の身代わりとなります。この世で顔を合わせるのはこれが最後。心残りなのは母上ことだけです」と告げた。これを聞いた老母に「師の恩、仏法のために命を捨てることを、嘆いて止めるべきではないでしょう。師匠の病状は差し迫っています。早くお帰りなさい」と言われ、證空は泣く泣く寺に帰った。
壇をもうけて晴明が祈祷したところ、智興の病はたちどころに平癒して、證空に移った。證空の苦しみは計り知れないもので、心の内で不動明王を念じたところ、夢うつつの状態で明王が現れ「そなたは、長年我を念じ、今また師の身代わりとなって命を差し出そうとしている。その志は類を見ない菩薩心である。よって我がそなたの身代わりとなろう」とのたまわった。すると證空の病はたちまち平癒したが、不動明王の絵姿は、病にかかったようになり、両目からはらはらと涙を流した。その涙の跡は今も残っており、世の人は、この不動尊を「泣不動尊」と名付けた。
- 魘魅（えんみ）の法をもって蛙（かわづ）をころす事

（『宇治拾遺物語』巻十一「晴明を心みる僧の事付晴明蛙を殺す事」が元になっている）
あるとき、晴明が広沢僧正の御坊を訪れて話をしていると、若い僧たちが晴明に対して「式神を使うなら、たちどころに人を殺すこともできるのか」と問うた。晴明は答えて曰く、「刀でならともかく、どうして簡単に殺すことができるでしょう。小さい虫でさえ命を惜しむのは人と変わりません。罪もないのに殺せば、生き返らせるのが難しい。打ち捨てれば罪になることですから、そのようなことは意味のない行為です」と。
たまたま蛙が5、6匹池の方へ躍り出たところで、こどもや僧たちが「あの蛙をひとつ殺してみせてくれ」と晴明に所望した。晴明は「罪作りで無用な殺生を仰せつけになる御房たちだ。しかしこの晴明を試そうというのなら、殺して差し上げよう」といい、草の葉を摘み、呪文を唱えつつその葉を蛙の方へ投げた。草の葉は蛙の上に覆い被さるかと見えたとたん、蛙は押し潰されて死んだ。僧侶もこどももこの有様を見て、顔色を失い、恐ろしいことだと思った。

### 安倍晴明物語天文之巻秘伝 四
- 安倍晴明天文巻序
- 日月星之弁（じつげつせいのべん）
- 雲気之弁（うんきのべん）
- 風雨之候
- 虹之候（にじのこう）
- 電之候（いなひかりのこう）
- 日輪之候（にちりんのこう）
- 月輪之候（がちりんのこう）
- 徳星（とくせい）之弁
- 寿星（じゅせい）之弁
- 妖星（ようせい）之弁

### 安倍晴明物語日取之巻秘伝 五
- 安倍晴明日取之巻序
- 天道（てんどう）神
- 歳徳（としとく）神
- 八将（はっしょう）神
- 天徳（てんとく）神の方（ほう）
- 金神（こんじん）七殺（さつ）の方并同異名（いみょう）
- 月之塞（つきのふさがり）[注釈 12]
- 日之塞（ひのふさがり）[注釈 12]
- 大将軍（だいじょうぐん）遊行（ゆぎょう）之方
- 九図（ず）之名義（みょうぎ）付四季之悪日（あくにち）
- 四季土用に入日
- 社日（しゃじつ）
- 復日重（ふくにちじゅう）日
- 血忌日（ちいみのひ）
- 受死之日（じゅしのひ）
- 天一神
- 方伯神（ほうはくしん）之方
- 阿律智神（ありつちじん）之方
- 天宮神之方
- 八岡（こう）神之方
- 破軍（はぐん）之方
- 方角之図
- 小空亡之時
- 十干（かん）之吉凶
- 十二支
- 十二客（かく）
- 半夏生日（はんげしょうのひ）
- 三伏之日
- 不成就日
- 滅日没（めつにちもつ）日
- 帰亡往亡（きぼうおうもう）日
- 十死（し）一生（しょう）日
- 四神相応之地形（しんそうのうのずちぎょう）
- 柱立（はしらだて）之吉日
- 棟上（むねあげ）吉日
- 裁衣（きぬをたつ）吉日
- 報応日（むくいにち）

### 安倍晴明物語人相之巻秘伝 六
- 安倍晴明人相巻序
- 人相をミる法式（ほうしき）
- 人面十三部
- 面相の三停（てい）
- 面相六府
- 形有余（かたちゆうよ）之相
- 精神有余（せいしんゆうよ）之相
- 人面十相之序
- 大貴人之相
- 冨祐（ふゆう）之相
- 彌寿（ひじゅ）之相
- 貧賎（ひんせん）之相
- 夭殤（ようしゃく）之相
- 暴悪（ぼうあく）之相
- 孤独之相
- 薄俗（はくぞく）之相
- 盗賊之相
- 婦人之相
- 五長五短之相
- 五大五小之相
- 五露五帯殺（たいさつ）之相
- 六極六賎之相
- 十観之式
- 十二宮
- 人面総部（にんめんそうぶ）之相[注釈 13]

### 安倍晴明物語人相之巻秘伝 七
- 頭部（こうべのぶ）
- 髪部（かみのぶ）
- 眉部（まゆのぶ）
- 眼部（まなこのぶ）
- 鼻部（はなのぶ）
- 人中部（にんぢゅうのぶ）
- 耳部（みみのぶ）
- 口部（くちのぶ）
- 歯部（はのぶ）
- 舌部（したのぶ）
- 手部（てのぶ）
- 声部（こえのぶ）
- 足部（あしのぶ）
- 黒痣之部（ほくろうのぶ）

## 典拠作品
本作は了意による創作作品だが、すべてのエピソードに原典がある。

### 簠簋抄
主典拠といえるのは『簠簋抄』である。『簠簋抄』は『簠簋内伝（三国相伝陰陽輨轄簠簋内伝金烏玉兎集）』の注釈書のひとつだが、その冒頭に「三国相伝簠簋金烏玉兎集之由来」という序文が付け加えられている。この序文は『簠簋内伝』の序文「天文司郎安部博士吉備后胤清明朝臣入唐伝」の内容を大幅に増補・改変したもので、『簠簋内伝』の由来を、巷に流布している各種説話、伝承を取り入れて読み物風に仕立てている。
本作の冒頭3巻「安倍晴明物語一代記」は、『簠簋抄』の序文をほぼ忠実になぞっている。しかし、『簠簋抄』の序文を「読み物」としてみた場合、描写が簡潔すぎ、かつエピソード間の関係性も希薄で、盛り上がりに欠ける感は否めない。このため、「安倍晴明物語一代記」では『簠簋抄』のプロットの骨子のみを取り入れ、中身に関しては徹底的に増補している。
また、『簠簋抄』ではエピソードの時系列が混乱しており、冒頭から順に読んでいくと、いまひとつ腑に落ちない展開が少なくない。「安倍晴明物語一代記」は、こうした混乱を避けるべく、文字通り「一代記」風に、各エピソードを過去から現在に矛盾なく配置するような工夫がなされている。
時系列を重要視していたことは、「玉藻前」のエピソードの削除からも窺い知れる。『御伽草子』の「玉藻前」や能の『殺生石』に登場する陰陽師は安倍泰成だが、『簠簋抄』ではこれを晴明の話として改変している。しかし、『簠簋抄』でも「玉藻前」の話は近衛天皇の時代（西暦1139年 - 1155年）のこととなっており、晴明の時代（西暦900年代後半から1000年代初頭）と大きく隔たっていることから、本作への採録を断念したと思われる。
なお、時系列順に並べる都合上、エピソードの多くで年号が記されているが、これらは必ずしも史実と合わない。たとえば、物語内では安倍仲麿の入唐が霊亀2年（西暦716年）で、吉備真備の入唐が翌霊亀3年（西暦717年）となっているが、史実では阿倍仲麻呂と吉備真備は、同一次の遣唐使に同行しており、ともに霊亀2年に中国へ渡った。両者が同時に渡航したのでは話が成り立たないので、了意は意図的に年号を操作している。

### その他の典拠
『簠簋抄』に依拠しているのは、道満による晴明殺害と復活（「太唐の城荊山文殊堂炎上付伯道上人来朝并道満法師殺さるる事」）までで、以降は晴明に関する伝承でもとくによく知られているもので、晴明が大成した後にはめ込んでも違和感のない作品を典拠とする（具体的には「#あらすじ・目次」参照）。
ただ「庚申の夜殿上の人々をわらわせし事」は例外で、それほど有名な話ではなく、かつオリジナルは晴明の伝承でもない。なぜこのエピソードを採録したかは不明だが、後年同じ話を『北条九代記』にも採録しているので、了意のお気に入りだったようである。

### 後半4巻の典拠
本書の後半の暦占書部分について、『簠簋内伝』と共通する項目（第5巻に集中）は、ほぼ直訳となっている。
第4巻および第5巻の『簠簋内伝』に該当項目のない部分について、特定の典拠を示すことは難しいが、江戸時代に大流行した「三世相」あるいは「大雑書」と呼ばれる一般人向けの占いハウツー本との関係が指摘されている。ちなみに、本書の刊行（寛文2年）は「三世相」「大雑書」のブーム前であるが、それでも数冊がすでに存在していた。
第6巻と第7巻（人相之巻 上・下）は典拠が判明しており、『神相全編』がそれに当たる。本書刊行時点の相術書は極めて稀であった。

## 文学史における意義
本書の意義については、
とされている。
現在伝わっている晴明に関する伝承には2つの異なった流れ（正史を含めるなら3つ）がある。ひとつが、晴明の死後100年程してから現れ始めた伝承で、多種多様な説話集に収録されるという形で流布していった。もうひとつが、正確な時代は不明だが、おそらく中世末期あたりから近世初期に主に口承により広まった伝承である。後者は、後世「しのだづまもの」という文芸・演芸の世界で一大ジャンルを構成することになる物語で、晴明出生譚と道満との確執がその中心となる。
この「しのだづま」の伝承は、説経節のような口承文芸により広まったと推定されているが、「口承」という性質上記録に乏しく、本書以前に写本あるいは版本として現存しているのは『簠簋抄』以外にない。その『簠簋抄』は、あくまでも暦占書『簠簋内伝』の注釈本であり、表現は漢文訓読調の平板なもので、元になったであろう複数の伝承を未整理なままで採録していることから、前後関係や因果関係で辻褄の合わない部分が多々ある。
本書は、『簠簋抄』の未完成な部分を補うべく、伝承を整理し、逸話が矛盾する場合は削除することも厭わず、描写が不足している部分は加筆している。とくに晴明出生譚の部分は、『簠簋抄』では「或ル人」としてしか記されない晴明の父に「安名（やすな）」という名前を与えたばかりか、晴明の母（信田の狐）との仲睦まじい暮らしぶりや妻に去られた後の悲嘆をやや大げさにも思える筆致で描写することで、一個の人格として描いた。これが、後の『しのたづまつりぎつね付あべノ清明出生』や『芦屋道満大内鑑』への道を拓くこととなる。
また、吉備真備と阿倍仲麻呂に関するエピソードは、宝暦7年（西暦1757年）に誓誉（重磧）の手により『安倍仲麿入唐記』として独立した書籍として出版されている。
以上の高評価はあくまでも前半3巻までのことで、後半の暦占書の部分については国文学者はほぼ無視（論文で触れない）という態度で、たまに言及されても「おまけ」や「平明な和文体で綴られた近世オカルト啓蒙書」と評され、明らかに前半部とは落差がある扱いを受けている。

## 本書の問題点
本書の歴史的な意義は揺るぎないものであるが、現代人の目から見ると奇妙な点が目につく。これらは少なからず、本書が刊行された時代の要請＝仮名草子に対する江戸時代読者の嗜好、版元の意向に寄るところが大であるが、そうした前提を理解していないと、驚かされる部分が少なくない。

### 晴明の登場しない晴明一代記
本書の主典拠である『簠簋抄』は『簠簋内伝』の注釈本だが、由来を記した文章「三国相伝簠簋金烏玉兎集之由来」が独自に付されている。この文章はあくまでも『簠簋内伝』の由来を述べたもので、晴明個人の伝記ではない。このため、由来の多くの部分が、晴明より前の『簠簋内伝』にまつわる人々の記述に割かれている。
本書はこの構成をそのまま取り入れたため、晴明以外の人物の逸話が延々と語られ、3巻構成の「一代記」の冒頭1巻にはまったく晴明が登場しない。2巻の3番目のエピソード「安倍晴明出生の事」でようやく晴明は顔を出す。本書と『簠簋抄』の関係を知らないと、いっこうに晴明が登場しないこの構成は非常に奇異な感じを受ける。

### 伝奇小説と占い入門本の合体
本書の前半3巻を現代風に表現すれば、「2000年の長きに渡り継承されてきた、この世の真理すべてを記した魔導書とそれを所有した者達の数奇な運命、およびその魔導書の最終継承者たる異能者の活躍を記した伝奇小説」といえる。一方後半4巻は「図解 やさしい占い入門」とでも呼ぶべきハウツー本であり、晴明とは無関係な内容となっている。
このチグハグな構成も『簠簋抄』を踏襲したものだが、『簠簋抄』における由来の文章に比べ、本書の「一代記」ははるかに分量が多く、暦占書の序文の域を大きく逸脱している。このため、版元（西村又左衛門）の目録でも仮名和書と暦占書の両部門に重複登録されている。
すべてが『簠簋抄』に起因するとはいえ、読者対象が異なる2つの内容が混在していることの違和感は拭い得ない。

### 不適切な増補
- 無関係な説話の挿入によるストーリーの中断

「長谷寺観音の事付法道仙人の事」でとくに顕著なのだが、物語の流れを無視して、有名な説話を割り込ませる強引さが目につく。詳しくは「#あらすじ・目次」に譲るが、長谷寺縁起が挿入されたのは、吉備真備をめぐるエピソードがクライマックスを迎える直前であり、吉備真備とは無関係の長谷寺縁起が突然語られることで、興が削がれること甚だしい。
さらに長谷寺縁起は、本来道明上人あるいは徳道上人を開祖とする伝承である。これを法道仙人を開祖と誤解した『元亨釈書』をあえて原典とすることで、法道仙人のエピソードである「飛鉢伝説」を長谷寺縁起に割り込ませるという二重の強引さを発揮している。ここでも長谷寺縁起と無関係な飛鉢伝説が挿入されることで焦点がぼやけ、長谷寺縁起の持つインパクトをかえって弱める効果しか発揮していない。
- 事実誤認がある説話の追加

長谷寺縁起と同じような強引さは「花山院の御遁世をしる事」でも見ることができる。花山院の話自体は『大鏡』で有名なのだが、この話の後で、唐突に『後漢書』にある光武帝のエピソードが追加されている（当然晴明とは何の関わりもない）。しかも本来光武帝とすべきところを唐の太宗と取り違える失態を犯しているので、読者には取ってつけたような違和感しか残らない結果に終わっている。
- 原典の精査が不完全な記述の挿入

以上は増補が蛇足となった例だが、原典の精査が不十分で、矛盾する記述が併存する例もある。「太唐の城荊山文殊堂炎上付伯道上人来朝并道満法師殺さるる事」では、『簠簋抄』にはない晴明塚・道満塚の場所に関する記述が複数箇所追加されている。
まず冒頭で伯道が晴明の館の場所を聞いた際に、通行人が晴明は「賀茂川のすそ、五条川原の西の岸に、うづミし」と答えているが、後に道満は「五条河原の東の岸に、塚をつきて埋み」と答えている。
さらに最後で今の世までも、五条川原の東の岸に、晴明が塚とて、これあり。後に、道満と梨花を、又その塚にうづミ、すてたり。時代うつりけれハ、その塚もミなながれてくづれ。ふかき淵となりにけり。
と書かれている。文章の前半で「今でもある」と書きながら、後半では「流れ崩れて、深い淵となった」と、その存在を否定しているのである。これについては「元話等の採取の際に起因する記述の不手際ではないか」という指摘がなされている。
この部分に限らず、阿倍仲麻呂の唐名「朝衡」を仲麻呂の父の名と勘違いしている、安倍野を和泉国と勘違いしている（正しくは摂津国）等々、本書には『簠簋抄』への補筆部分に間違いが多く存在することが指摘されている。

### 雑な編集
本書の4巻目以降は占いの実用的知識をカテゴリー別に羅列する形式を採用しており、項目ごとに連番が振られている。ところが、第6巻は、この番号の振り方がいい加減で、欠番が存在したり、同じ番号が重複したり、ありえない番号（全23項目なのに「十六九」）が振られるといった不備が存在する。
さらに「十二 宮」のように連番と項目名の区別すら付いていない（正しくは項目名が「十二宮」）。
このため、翻刻文では原著の連番と正しい連番の両方が記されることとなり、わかりにくいこと甚だしい。